# 冬木博士の家族
『冬木博士の家族』（ふゆきはかせのかぞく）は、1940年に公開された大庭秀雄監督の日本映画。

## スタッフ
- 製作 - 磯野利七郎[2]
- 監督 - 大庭秀雄[1]
- 脚本 - 野田高梧[1]
- 原作 - 鈴木彦次郎[1]
- 撮影 - 寺尾清[1]
- 音楽 - 篠田謹治[1]
- 美術 - 江坂実[2]
- 録音 - 大村三郎[2]
- 編集 - 浜村義康[2]

## キャスト
以下の出演者名は国立映画アーカイブに従った。
- 高倉彰 - 冬木卓三
- 川崎弘子 - 冬木早苗
- 三浦光子 - 佐久間てい子
- 徳大寺伸 - 野見山
- 斎藤達雄 - 荻野
- 大山健二 - 丹野
- 忍節子 - 澄江
- 宮島健一 - 高久
- 岡村文子 - お秀
- 坂本武 - 源吉
- 三原純 - 矢部
- 寺門修 - 宗近
- 酒井啓之助 - 田代
- 高松栄子 - お常
- 朝霧鏡子 - 道子
- 葉山正雄 - 辰郎
- 阿部正三郎 - 新聞記者
- 磯野秋雄 - 宇治原上等兵
- 西村青兒 - 中村
- 久保田克巳 - 大河原
- 遠山文雄 - 棟梁
- 笠智衆 - 佐伯博士
- 河原侃二 - 藤木博士
- 如月輝夫 - 植田博士
- 文谷千代子 - 女中繁や
- 松尾千鶴子 - 女中
- 小峰京子 - 三鈴
- 若水登美子 - 千代葉
- 橘郷子 - 芸者
- 河野敏子 - 雛妓
- 谷よしの - 料亭の女中
- 和田昭人 - 正雄
- 大藤亮 - 矢一